# Campagne de France (Class40)
Pour les articles homonymes, voir Campagne de France.
Campagne de France est un voilier monocoque conçu pour la course au large, il fait partie de la classe Class40.
Il porte les couleurs de Campagne de France de 2016 à 2019, et de Everial depuis 2020.

## Historique

### Campagne de France
Dessiné par le skipper Halvard Mabire et l'architecte Bernard Nivelt, il est mis à l'eau en juin 2016.
Pour sa première saison, le monocoque remporte Cowes-Dinard mais également la RORC Transatlantic Race,.
Début 2017, le voilier passe par le case chantier à Caen pour effectuer une révision avant la nouvelle saison.
Le monocoque prend le départ de sa première Route du Café entre les mains d'Halvard Mabire et de Miranda Merron. Peu de temps après le départ, le voilier est victime d'une avarie du safran bâbord le rendant ingouvernable,.
Après cette avarie, le bateau rejoint le chantier de Barneville-Carteret avec notamment pour but l'optimisation des safrans dans l'optique de la Route du Rhum.
Le monocoque skippé par Miranda Merron pour la Route du Rhum arrive treizième à Pointe-à-Pitre.

### Everial
En 2020 le voilier prend les couleurs d'Everial entre les mains de Stan Thuret.
Pour la Transat Jacques Vabre, le monocoque skippé par Stan Thuret et Mathieu Crépel prend le départ avec une voile composée à 40% de lin. Le voilier arrive à vingt-sixième place à Fort-de-France après un peu plus de 23 jours de course.

## Palmarès

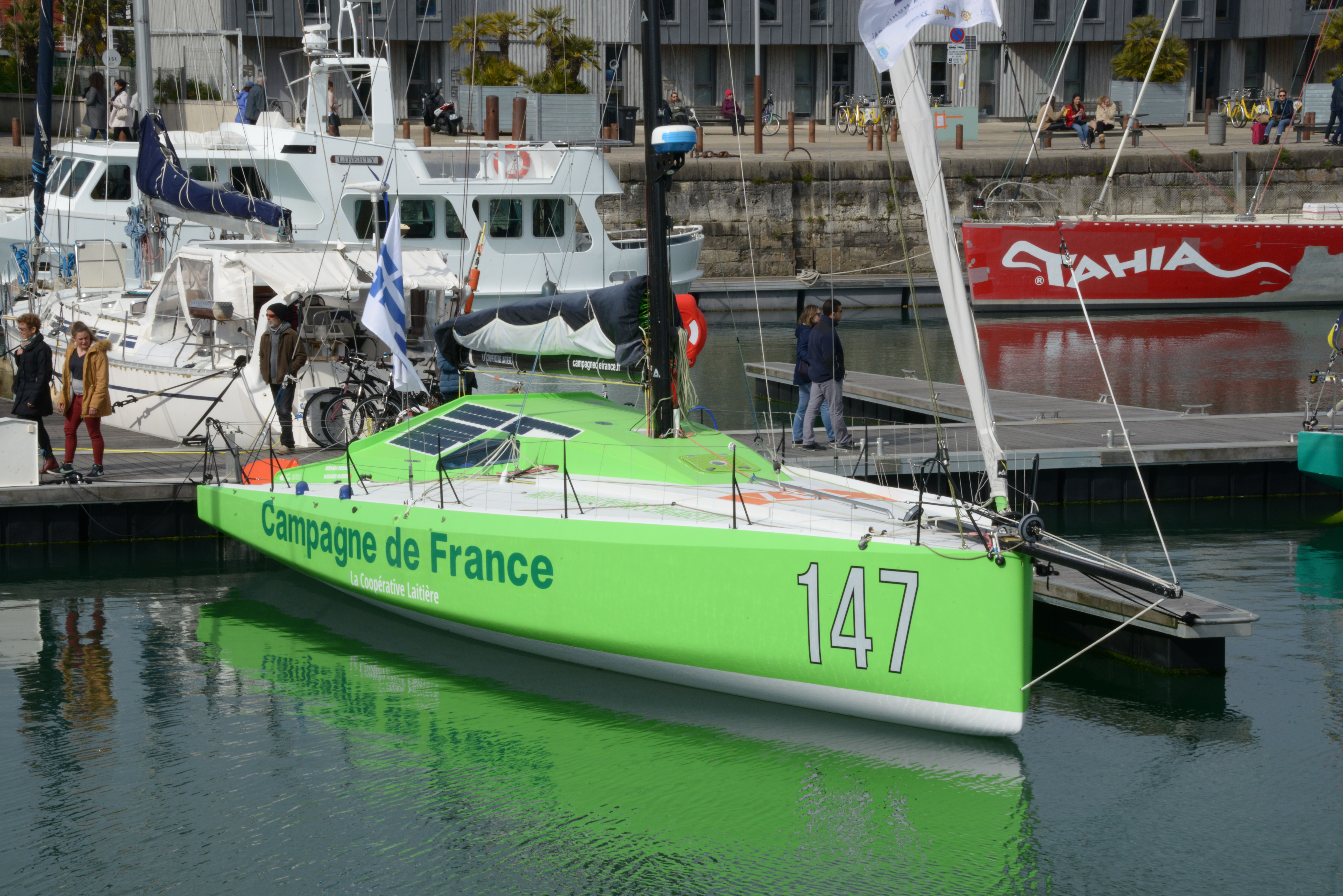
Campagne de France à quai dans le port de La Rochelle après le Défi Atlantique.

### 2016-2019:Campagne de France
- 2016:
  - 1er de Cowes-Dinard
  - 11e de la Normandy Channel Race[13]
  - 1er de la RORC Transatlantic Race
- 2017:
  - 2e de la RORC Caribbean 600[3]
  - 5e de la Normandy Channel Race[3]
  - 1er de la Morgan Cup Race[14]
  - 8e de Les Sables-Horta[3]
  - 3e de la Rolex Fastnet Race[15]
- 2018:
  - 6e de la Normandy Channel Race[3]
  - 13e de la Drheam Cup Destination Cotentin[3]
  - 3e de la Cherbourg Race[16]
  - 13e de la Route du Rhum
- 2019:
  - 4e de la RORC Caribbean Race[3]
  - 4e du Défi Atlantique[3]

### Depuis 2020:Everial
- 2020:
  - 4e de la Drheam Cup 700[17]
  - 11e de la Normandy Channel Race[3]
- 2021:
  - 12e de Les Sables-Horta[3]
  - 10e de La 40' Malouine Lamotte[3]
  - 26e de la Transat Jacques Vabre[3]